# Pavol Šafranko
Pavol Šafranko (Stropkov, 16 novembre 1994) è un calciatore slovacco, attaccante del Sabah.

## Caratteristiche tecniche
Prima punta di notevole stazza, ama giocare di reparto per poi attaccare la profondità.

## Carriera

### Club
Cresciuto nelle giovani del FC Tatran Prešov, qui si mette subito in mostra realizzando 20 reti in 59 presenze tra coppa slovacca e campionato. Le grandi prestazioni gli valgono un contratto a titolo temporaneo con il più blasonato Podbrezová, nella cittadina slovacca viene però utilizzato come esterno sinistro, questo fa calare la sua media gol: solo 5 reti in 34 presenze. Nel gennaio del 2017 decide quindi di trasferirsi al DAC Dunajská Streda, che gli concede nuovamente un ruolo da prima punta, seppur da prima riserva. Le buone prestazioni nella stagione 2016/17 (10 reti, 2 assist in 30 presenze) gli valgono un pass per gli Europei Under 21 2017. A fine competizione, viene acquistato dall'Aalborg. L'avventura in terra danese sarà sfortunata viste le sole 2 reti in 30 partite giocate.
Nel 2018 si trasferisce in prestito al Dundee Utd, per giocare in seconda divisione scozzese. Con la maglia dei Terros vive la sua migliore annata: a fine stagione saranno 15 reti in 40 partite totali. Nonostante l'interesse palesato da parte dei Rangers e dell'Aberdeen, viene acquistato dai rumeni del Sepsi per 300.000 euro.

### Nazionale
Nel 2017 ha partecipato agli Europei Under-21.
Nel gennaio del 2017 viene convocato in nazionale maggiore per le due amichevoli contro la Svezia e l'Uganda. Fa il suo debutto contro quest'ultimi, subentrando a Filip Oršula al minuto 85. Due anni dopo, il 12 marzo 2019, viene chiamato dal CT Pavel Hapal per sostituire Adam Nemec in vista delle due partite di qualificazione ad Euro 2020 contro l'Ungheria e il Galles. Pavol giocherà solo contro i primi, contribuendo con un assist alla vittoria per 2-0.

## Palmarès

### Club

#### Competizioni nazionali
- 2. Liga: 1

Tatran Prešov: 2015-2016
- Coppa d'Azerbaigian: 1

Sabah: 2024-2025